# Храм на Митра (Гарни)
Храмът на Митра (на арменски: Գառնու տաճար, Gaṙnu tačar, [ˈgɑrnu ˈtɑtʃɑʁ])[a]) в Гарни, Армения е единственият съхранен (след сриване и престрояване) исторически паметник в цялостния му вид от гръко-римския период в целия бивш Съветски съюз. Йонийският храм е разположен в село Гарни, Армения и е известен най-вече като символ на Предхристиянска Армения.
Сградата вероятно е изградена около 76 – 77 година като храм на слънчевия бог Мхер – бога на Слънцето, небесната светлина и справедливостта. Това е обяснението в стила на декорациите и цялостно архитектурата му да има елементи от култовете към гръцкия Хелиос и персийския Мхер.
Създаден е с подкрепата на арменския цар Трдат или Тиридат I. Римляните водят войни срещу персийското царство на партите, а арена на битките е Армения. През 54 година Тиридат не сваля римския фаворит. За наказание Рим нахлува в Армения в 57 година и разрушава до основи арменската столица Арташат. Почти цяла Армения е завзета, докато при битката при Харпут през 62 година Тиридат обкръжава и побеждава римската войска.
Като свидетелство на построяването на храма близо до него се намира плоча с надпис на гръцки на Тиридат, наречен още Слънце (Хелиос), висш управник на Велика Армения:
"Хелиос! Трдат Велики, на Велика Армения (Μεγαλη Αρμενια) господар, когато владетелят построи агарак (дворец)а царицата (и) тази непристъпна крепост в година единадесета на своето царуване..."
След приемането на християнството от Армения през 301 година остава единственият несъборен езически храм. Според някои изследователи сградата не е храм, а гроб. По-късно по тези земи идват арабите и го превръщат в джамия, за което оставят надпис върху храма.
По време на голямото земетресение през 1679 година сградата на Храма на Митра е значително разрушена. Реновирана е основно през XIX век и допълнително е реконструирана в периода между 1969 и 1975 г.
Днес храмът е сред основните туристически атракции в централната част на Армения.
- План на храма
- Изглед отпред
- Страничен изглед